# ألكسندر كوكبورن
ألكسندر كوكبورن  (بالإنجليزية: Alexander Cockburn)‏ (مواليد 6 حزيران 1941 وفاة 21 تموز 2012) كان صحفي وكاتب سياسي أمريكي إيرلندي ترعرع في أيرلندا، لكنه عاش وعمل في الولايات المتحدة الأمريكية. وقد رئس تحرير نشرة كونتربونش بالاشتراك مع جيفري كلير. كما كان يكتب عمود «الفوز على الشيطان» في مجلة ذا نيشن بالإضافة إلى عمود في مجلة ذا ويك في لندن

## حياته
ولد ألكسندر كوكبورن في اسكتلندا وكان الابن الأكبر لأبيه من زوجته الثالثة. كان أبوه يعمل صحفي ومحرر سياسي شيوعي. لديه ابنه واحدة (ديزي) وتعمل كتابة من مواليد 1969  كما يعمل شقيقه الأصغر منه صحفيين.
بعد أن أنهى دراسته الجامعية انتقل للعمل في لندن كمحرر ومعلق. بعد انتقاله إلى الولايات المتحدة كتب للعديد من المنشورات مثل نيويورك ريفيو أوف بوكس وإيسكوير وهاربرز .
أختار ألكسندر الجنسية الإيرلندية عوضاً عن البريطانية، وحصل في عام 2009 على الجنسية الأمريكية. اشتهر بانتقاده للسياسة الخارجية الأمريكية والسياسة الإسرائيلية.
انتقد الحكومة الألمانية على اتخاذها إجراءات مقيد ضد الكنيسة العلموية واصفاً هذا الإجراء بالإجراءات المتبعة في عهد النازية. كما أدان حكم إعدام صدام حسين واصفاً المحكمة بالمحكمة الصورية والمعدة سلفاً

## روابط خارجية
- ألكسندر كوكبورن على موقع IMDb (الإنجليزية)
- ألكسندر كوكبورن على موقع ميوزك برينز (الإنجليزية)
- ألكسندر كوكبورن على موقع إن إن دي بي (الإنجليزية)
- ألكسندر كوكبورن على موقع أول ميوزيك (الإنجليزية)
- ألكسندر كوكبورن على موقع ديسكوغز (الإنجليزية)